# Rikako Aikawa
Rikako Aikawa (愛河 里花子 Aikawa Rikako?, Prefectura de Kanagawa, 7 de octubre de 1967) es una actriz y seiyū japonesa.  Su nombre real es Nahomi Kawazoe (川添 菜穂美  Kawazoe Nahomi?) y está casada con el también seiyū Mitsuo Iwata.

## Roles interpretados
Lista de roles interpretados durante su carrera.
Los papeles principales están en negrita

### Anime
| Año/s         | Anime                                  | Personaje/s                                                                | Episodios    |
| ------------- | -------------------------------------- | -------------------------------------------------------------------------- | ------------ |
| 2011          | Nichijō                                | Narración                                                                  | 1 (18)       |
| 2010          | Gintama                                | Rosanko Kitaoji                                                            | 1 (193)      |
| 2008-2013     | Penguin no Mondai                      | Charlotte Takahashi                                                        | 100          |
| 2008          | To Love-Ru                             | Stella                                                                     | 1 (10)       |
| 2007-2008     | Pururun! Shizuku-chan Aha              | Hababi-kun                                                                 | Varios       |
| 2007          | D.Gray-man                             | Spider Akuma                                                               | 1 (42)       |
| 2006-2007     | Shijō Saikyō no Deshi Kenichi          | N.º 20                                                                     | Varios       |
| 2006          | Pokémon: Batalla de la Frontera        | Squirtle (Satoshi)                                                         | 2 (188-189)  |
| 2006          | Wan Wan Serebu Soreyuke! Tetsunoshin   | Mika                                                                       | Varios       |
| 2006          | Crónicas Pokémon                       | Lapras/Moltres                                                             | 3            |
| 2005-2006     | Pokémon: Advanced Generation           | Wakasyamo/Koduck/Zenigame/Combusken (Haruka) (45-46)/Dustox (Musashi) (45) | 9            |
| 2005-2007     | MÄR                                    | Bumoru; Halloween (joven)                                                  | Varios       |
| 2004-2005     | Kaiketsu Zorori                        | Ishishi                                                                    | 52           |
| 2004          | Mars Daybreack (Kenran Butoh Sai)      | Bon                                                                        | Varios       |
| 2003          | Takahashi Rumiko Gekijō                | Fuwa                                                                       | 1 (5)        |
| 2002-2005     | Mirmo Zibang!                          | Nezumi                                                                     | Varios       |
| 2002-2004     | Pokémon Hōsō                           | Koduck/Zenigame                                                            | 5            |
| 2002          | King of Bandit Jing                    | Rum                                                                        | 1 (5)        |
| 2001          | Steel Angel Kurumi 2                   | Kyanwan                                                                    | 20 (Aprox.)  |
| 2001          | Jungle wa itsumo Hare nochi Guu        | Hare                                                                       | 26           |
| 2000-2006     | Hamtarō                                | Kōshi-kun (Manchitas)/Don-chan (Brandy)                                    | 200 (Aprox.) |
| 2000-2001     | Brigadoon: Marin to Melan              | Moto Asagi; Sumire Hanazono                                                | 26           |
| 2000-2001     | Karakuri Kiden Hiwou Senki             | Shishi                                                                     | 26           |
| 2000          | Gate Keepers                           | Megumi Kurogane y Mieko Ikusawa                                            | Varios       |
| 1999-presente | Detective Conan                        | Kazunobu Chiba, Nanami Kyōdō (669-670)                                     | 108          |
| 1999-2000     | Mugen no Ryvius                        | Faina S Shinozaki/Nicks Chaiplapat                                         | 26           |
| 1999-2000     | Wild Arms Twilight Venom               | Jiruja                                                                     |              |
| 1999          | Seraphim Call                          | Misaki                                                                     | 1 (10)       |
| 1999          | The Legend of Black Heaven             | Gen Tanaka                                                                 | 12           |
| 1998          | El Hazard: The Alternative World       | Nahato                                                                     | 12           |
| 1997-2002     | Pokémon                                | Butterfree, Caterpie, Psyduck, Lapras, Squirtle                            | 129          |
| 1997-1998     | Chou Mashin Eiyuuden Wataru            | Dodo                                                                       | 51           |
| 1993          | Wakakusa Monogatari: Nan to Jou Sensei | Ned                                                                        | Varios       |
| 1992-1993     | Salad Jū Yūshi Tomatoman               | Tomatoman                                                                  | 50           |

### OVA
| Año  | Ova                                                  | N.º Ova | Anime                           | Personaje        |
| ---- | ---------------------------------------------------- | ------- | ------------------------------- | ---------------- |
| 2004 | Natsuiro no Sunadokei                                | 1 y 2   |                                 | Kawamura Mana    |
| 2003 | Jungle wa itsumo Hare nochi Guu Final                | 2       | Jungle wa itsumo Hare nochi Guu | Hare             |
| 2002 | Jungle wa itsumo Hare nochi Guu Deluxe               | 1       | Jungle wa itsumo Hare nochi Guu | Hare             |
| 1998 | A Night of Captivation, Temptation, and Purification | 5       | El Hazard                       | Nahato           |
| 1995 | Princess Minerva                                     | 1       |                                 | K2               |
| ???? | Sakura Taisen 2                                      | 3       |                                 | Tsuwako Tamazusa |

### Películas
| Año  | Película                                     | N.º de Película | Anime           | Personaje        |
| ---- | -------------------------------------------- | --------------- | --------------- | ---------------- |
| 2006 | Paprika                                      | Única           | Paprika         | Nobue Kakimoto   |
| 2003 | Doraemon: Nobita and the Strange Wind Rider  | Película 24     | Doraemon        | Temjin           |
| 2002 | A Tree of Palme                              | Única           |                 | Barron           |
| 2002 | Detective Conan: The Phantom of Baker Street | Película 6      | Detective Conan | Noboru Emori     |
| 2002 | Doraemon: Nobita & Robot Kingdom             | Película 23     | Doraemon        | Onabe            |
| 2001 | Metrópolis                                   | Única           |                 | Nobue Kakimoto   |
| 1999 | Pokémon the Movie 2000: The Power of One     | Película 2      | Pokémon         | Moltres/Squirtle |